# Melathrix
Melathrix is een geslacht van vlinders van de familie snuitmotten (Pyralidae), uit de onderfamilie Phycitinae.

## Soorten
- M. flaveotincta Lucas, 1893
- M. holoscota Turner
- M. kasyi Amsel, 1965
- M. praetextella Christoph, 1877